# むらやま徳内まつり
むらやま徳内まつり（むらやまとくないまつり）は、山形県村山市で毎年8月の第4金曜日〜日曜日の3日間開催される祭りである。

## 概要
村山市の市街地である楯岡地区で毎年開催されている。北海道厚岸町から受け継がれたお囃子に合わせて、踊り手が踊りを繰り広げる。パレードでは鉦、笛、大太鼓、締太鼓、掛け声等からなる囃し手が山車に乗り込み、踊り手はアップテンポなお囃子に合せて踊りを披露する。
むらやま徳内まつりの"徳内"は最上徳内からきている。最上徳内が北方への足がかりとして北海道厚岸町に活動の拠点をもったことが縁で、1991年に村山市は厚岸町と友好都市盟約を結び、厚岸町の厚岸囃子を元に徳内ばやしが誕生した。その後、祭りも開催されることとなる。
2020年は新型コロナウイルスの感染拡大に伴い中止となった。荒天などにより規模を縮小して開催したことはあったが、事前の中止は開始以来初めてのことである。その後も開催が見送られていたが、2022年に2日間の日程で3年ぶりのパレードが行われた。2023年、4年ぶりに通常規模で開催された。

## イベントスケジュール
初日：宵まつり
2日目：本まつり
3日目：本まつり

## 参照
1. ↑  “徳内まつりは山形県村山市の熱いお祭りです。28万人の観客動員数を誇る村山市の新しいお祭りです。”. 山形のそば通販・安達製麺のそば通ドットコム. 2019年5月14日閲覧。
2. ↑  “徳内神社で例大祭　村山・奉納演舞も披露｜山形新聞”. 山形新聞 (山形新聞社). (2020年8月22日) 2020年8月28日閲覧。
3. ↑  “むらやま徳内まつりの中止について”. 村山市. (2020年4月27日) 2020年7月28日閲覧。
4. ↑  “躍動感あふれる踊りや演奏 村山、徳内まつり”. 山形新聞 (株式会社山形新聞社). (2022年8月21日) 2022年8月22日閲覧。
5. ↑  “1100人、演舞に熱気 山形・村山で徳内まつり”. 河北新報オンライン (株式会社河北新報社). (2023年8月21日) 2023年9月20日閲覧。